# Johann Anton Leisewitz
Johann Anton Leisewitz (født 9. maj 1752 i Hannover, død 10. september 1806 i Braunschweig) var en tysk jurist og digter, der var en central digter under Sturm und Drang-perioden. Han er bedst kendt for skuespillet Julius von Tarent (1776), der inspirerede Friedrich Schillers Die Räuber.
Han var en ven af Eschenburg, Moses Mendelssohn, Lessing, Nicolai, Herder og Goethe.
Han blev gift med Sophie Marie Katharina Seyler (1762–1833) i Hamburg i 1781. Hun var datter af den schweiziske teaterdirektør Abel Seyler. Sophies bror var bankieren Ludwig Edwin Seyler (1758–1836), chef for Berenberg Bank.